# Jan Ullsten
Jan Ullsten (ur. 29 listopada 1954) – szwedzki curler, 6-krotny reprezentant kraju na zawodach międzynarodowych. Ullsten zawsze był kapitanem drużyny, zawodnik Härnösands Curlingklubb, wcześniej Sundsvalls Curlingklubb.
Po raz pierwszy na arenie międzynarodowej pojawił się w Mistrzostwach Świata 1974, które od razu były dla niego sukcesem – zdobył tam srebrny medal. 
W dwóch kolejnych latach Ullsten występował w mistrzostwach świata juniorów. W 1975 zdobył złoty medal pokonując w finale 8:6 Kanadę, w 1976 przegrał 3:4 w finale z inną drużyną Kanady. 
Jedynymi mistrzostwami Europy na jakich zagrał były zawody w 1979, po rundzie grupowej zajmował pierwsze miejsce. Pokonując Norwegię 8:7 dotarł do finału gdzie przegrał 7:8 ze Szkocją.
Zawodami, na których nie zdobył żadnego medalu, były MŚ 1981, reprezentacja Szwecji uplasowała się na 5. miejscu.
Po 25 latach Jan Ullsten pojawił się na Mistrzostwach Świata Seniorów 2006, gdzie zdobył brązowy medal.

## Drużyna
| MŚ 1974 - Tom Berggren - Anders Grahn - Roger Bredin | MŚJ 1975, 1976 - Mats Nyberg - Anders Grahn - Bo Söderström - Mike Adam | ME 1979, MŚ 1981 - Anders Thidholm - Anders Nilsson - Hans Söderström - Bertil Timan (tylko ME) | MŚS 2006 - Björn Rudström - Lars Strandqvist - Dave Noftall - Lars Engblom |